# La caduta di Troia
La caduta di Troia (Der Fall von Troja) ist ein italienischer Stummfilm von 1911 unter der Regie von Giovanni Pastrone und Luigi Romano Borgnetto (1881–1957), die erste erhaltene Verfilmung der Homerischen Ilias.

## Handlung

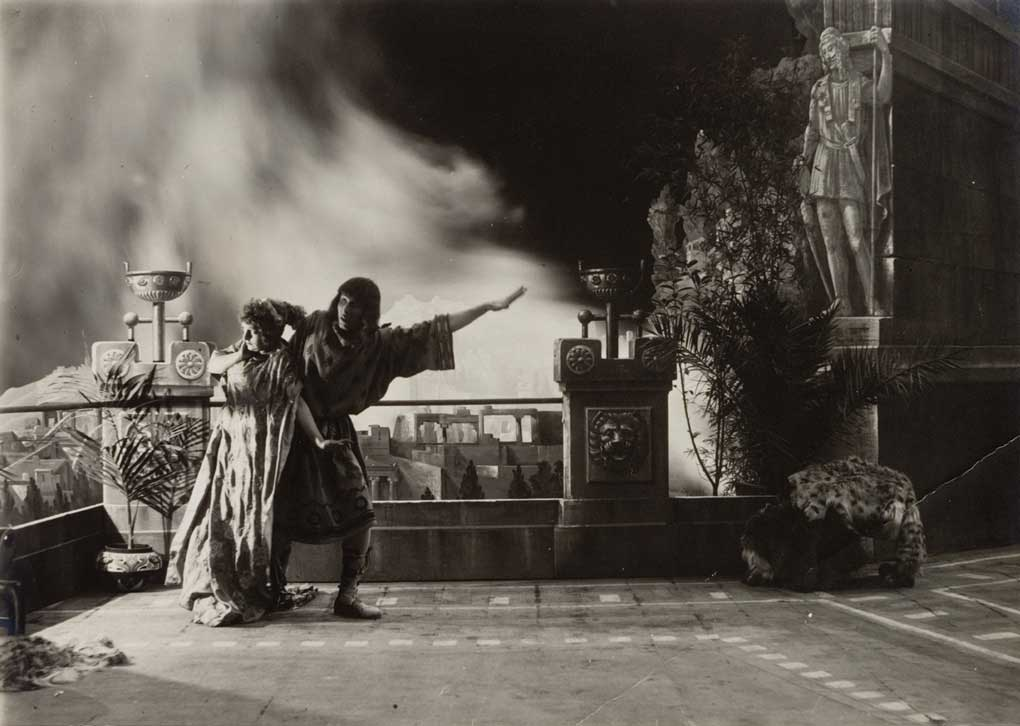
Helena und Paris, in: La caduta di Troia, 1911

Während er sich selbst mit einer Leier begleitet, erzählt Homer die Geschichte der Zerstörung der Stadt Troja und die Geschichte von Paris, Menelaos und Helena.
Nachdem er sich von seiner Frau Helena verabschiedet hat, fährt König Menelaos mit einem Streitwagen durch die Straßen von Sparta. Unterdessen trifft Paris, ein Botschafter der Griechen, im Palast ein, der sich unsterblich in Helena verliebt. Anfangs widersteht Helena seinen Schmeicheleien, gibt sich aber nach dem Eingreifen von Venus der Liebe hin und flieht mit Menelaos nach Troja. Sobald Menelaos davon erfährt, versammelt er eine Gruppe griechischer Helden, die bereit sind, ihm zu helfen, sich für die erlittene Schmach zu rächen.
Während Helena und Paris ihr Zusammenleben in Troja genießen, landen in der Bucht nahe der Stadt die griechischen Schiffe mit Menelaos’ Männern an Bord, bereit, ihren Angriff auf Troja zu starten. Trotz der ungestümen Belagerung durch die Griechen gelingt es den Trojanern, Widerstand zu leisten. An diesem Punkt beschließen die Griechen, ein riesiges hölzernes Pferd zu bauen, in dem sie ihre Krieger verstecken, lassen es vor den Stadtmauern und geben vor, sich zurückzuziehen.
Die Trojaner schleppen nach dem Rückzug der Griechen das Pferd in die Stadt und setzen ihre Feierlichkeiten fort. In der Nacht steigen die Griechen aus dem Pferd, plündern die Stadt und stecken sie in Brand. Helena und Paris wachen auf und fliehen durch ein Fenster. Als sie in der Halle des Palastes ankommen, treffen sie auf Menelaos, der Paris tötet und Helena zurückholt. Im Hintergrund ist das zerstörte Troja zu sehen.

## Produktion und Veröffentlichung
Produziert von der Itala Film aus Turin, war es der erste wirkliche internationale Erfolg des Regisseurs von Cabiria (1914). Technisch gesehen bestand der Film nahezu durchgängig aus Standbildern, nur ganz leichte Kameraschwenks wie etwa bei der Alleeszene sind gegeben.
Grundlage für das Drehbuch, an dem auch der Regisseur beteiligt war, bilden Texte von Homer und Vergil. Die Bauten schuf Luigi Borgogno.
Die erhaltenen Filmkopien variieren zwischen 28 und 33 Minuten Länge.
2005 wurde der Film in der Cineteca di Bologna in Zusammenarbeit mit dem Museo nazionale del cinema von Turin und der Cineteca del Friuli restauriert. Die Restaurierung wurde im Laboratorium L’Immagine Ritrovata vorgenommen auf der Grundlage von Kopien aus der Cineteca di Bologna, dem Filmmuseum Amsterdam, der Cineteca di Milano und der Archive Film Agency (London). Die restaurierte Fassung wurde auf ein 35 mm-Format kopiert. Die restaurierte Fassung von 600 m Länge wurde anschließend u. a. auf dem Tribeca Film Festival in Lower Manhattan vorgestellt.